# Bisdom Yokadouma

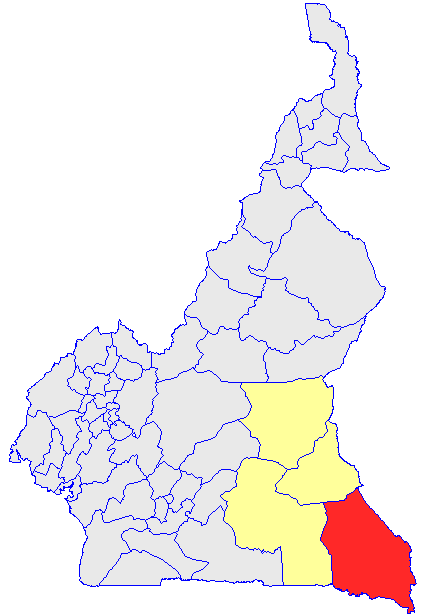
Het bisdom Yokadouma (rood) binnen de regio Est (geel)

Het bisdom Yokadouma (Latijn: Dioecesis Yokadumana) is een rooms-katholiek bisdom met als zetel Yokadouma in Kameroen. Het bisdom is suffragaan aan het aartsbisdom Bertoua en werd opgericht in 1991. De eerste bisschop was de Poolse oblaat Eugeniusz Juretzko.
In 2020 telde het bisdom 14 parochies. Het bisdom heeft een oppervlakte van 30.467 km² en komt overeen met het departement Boumba-et-Ngoko (regio Est). Het bisdom telde in 2020 156.000 inwoners waarvan 14% rooms-katholiek was.
De kathedraal van Yokadouma is gewijd aan Maria, Koningin van de Vrede.

## Bisschoppen
- Eugeniusz Juretzko, O.M.I. (1991-2017)
- Paul Lontsié-Keuné (2017-2021)[2]
- vacant (2021-)